# كيلي ستابلس
كيلي ستابلس (بالإنجليزية: Kelly Stables)‏ هي ممثلة أمريكية، ولدت في 26 يناير 1978 بسانت لويس في الولايات المتحدة.

## أعمال

### أفلام
- (2002) الحلقة[4]
- (2005) الخاتم 2[5]
- (2005) الخواتم
- (2012) ساداكو 3 دي[6]
- (2013) غائم مع احتمال سقوط كرات اللحم 2[7]
- (2014) مدراء فظيعون 2[8]

### مسلسلات
- أم
- الفتيات الخارقات
- رجلان ونصف
- كيف قابلت أمكما

## وصلات خارجية
- كيلي ستابلس على موقع IMDb (الإنجليزية)
- كيلي ستابلس على موقع ألو سيني (الفرنسية)
- كيلي ستابلس على موقع أول موفي (الإنجليزية)
- كيلي ستابلس على موقع قاعدة بيانات الأفلام السويدية (السويدية)
- كيلي ستابلس على موقع إن إن دي بي (الإنجليزية)
- كيلي ستابلس على موقع قاعدة بيانات الفيلم (الإنجليزية)
- كيلي ستابلس على موقع كينوبويسك (الروسية)